# Бад Петерстал-Грисбах
Бад Петерстал-Грисбах (њем. Bad Peterstal-Griesbach) општина је у њемачкој савезној држави Баден-Виртемберг. Једно је од 51 општинског средишта округа Ортенау. Према процјени из 2010. у општини је живјело 2.736 становника. Посједује регионалну шифру (AGS) 8317008, NUTS (DE134) и LOCODE (DE BPT) код.

## Географски и демографски подаци
Бад Петерстал-Грисбах се налази у савезној држави Баден-Виртемберг у округу Ортенау. Општина се налази на надморској висини од 400-1000 метара. Површина општине износи 41,2 km². У самом мјесту је, према процјени из 2010. године, живјело 2.736 становника. Просјечна густина становништва износи 66 становника/km².